# コーンビームCT

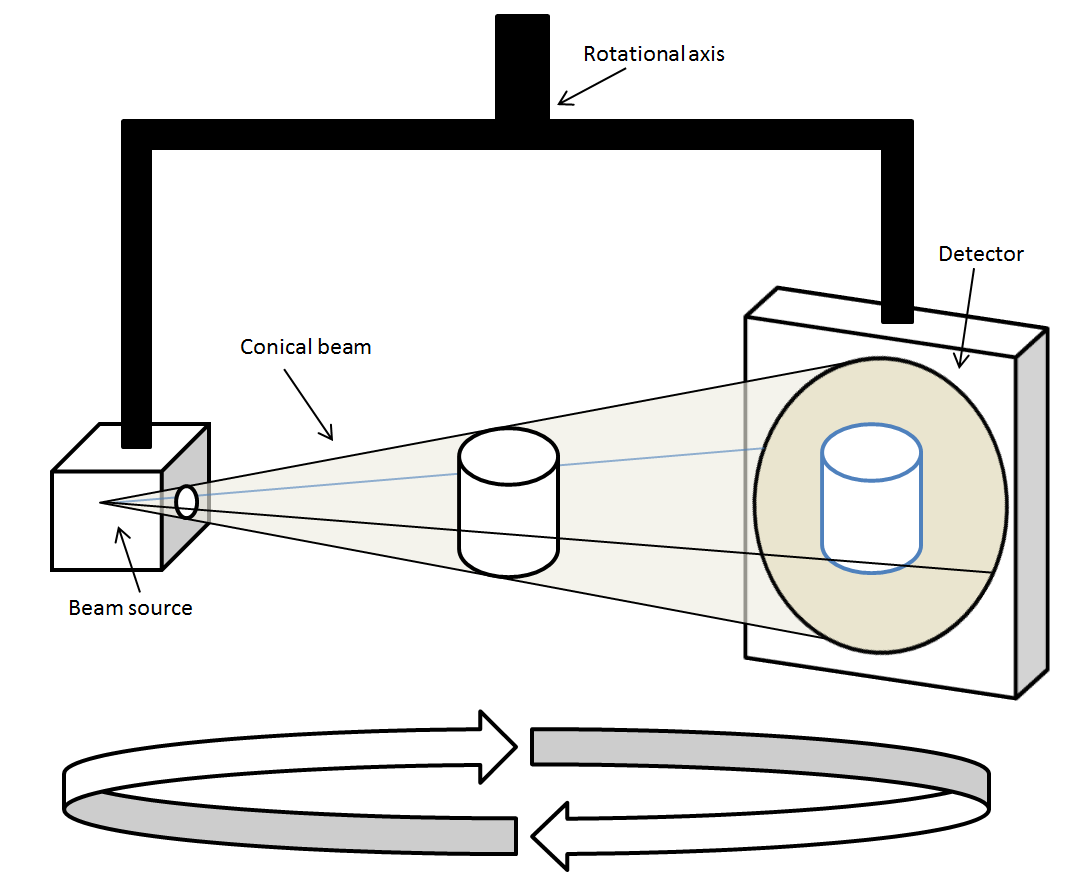
CBCTの原理

コーンビームCT（英: Cone beam computed tomography、独: Digitale Volumentomographie (DVT)、略称：CBCT）は、X線CT（コンピュータ断層撮影）の一種で、円錐状ビーム（コーンビーム）を用いて三次元画像構築を行う医療用画像技術である。

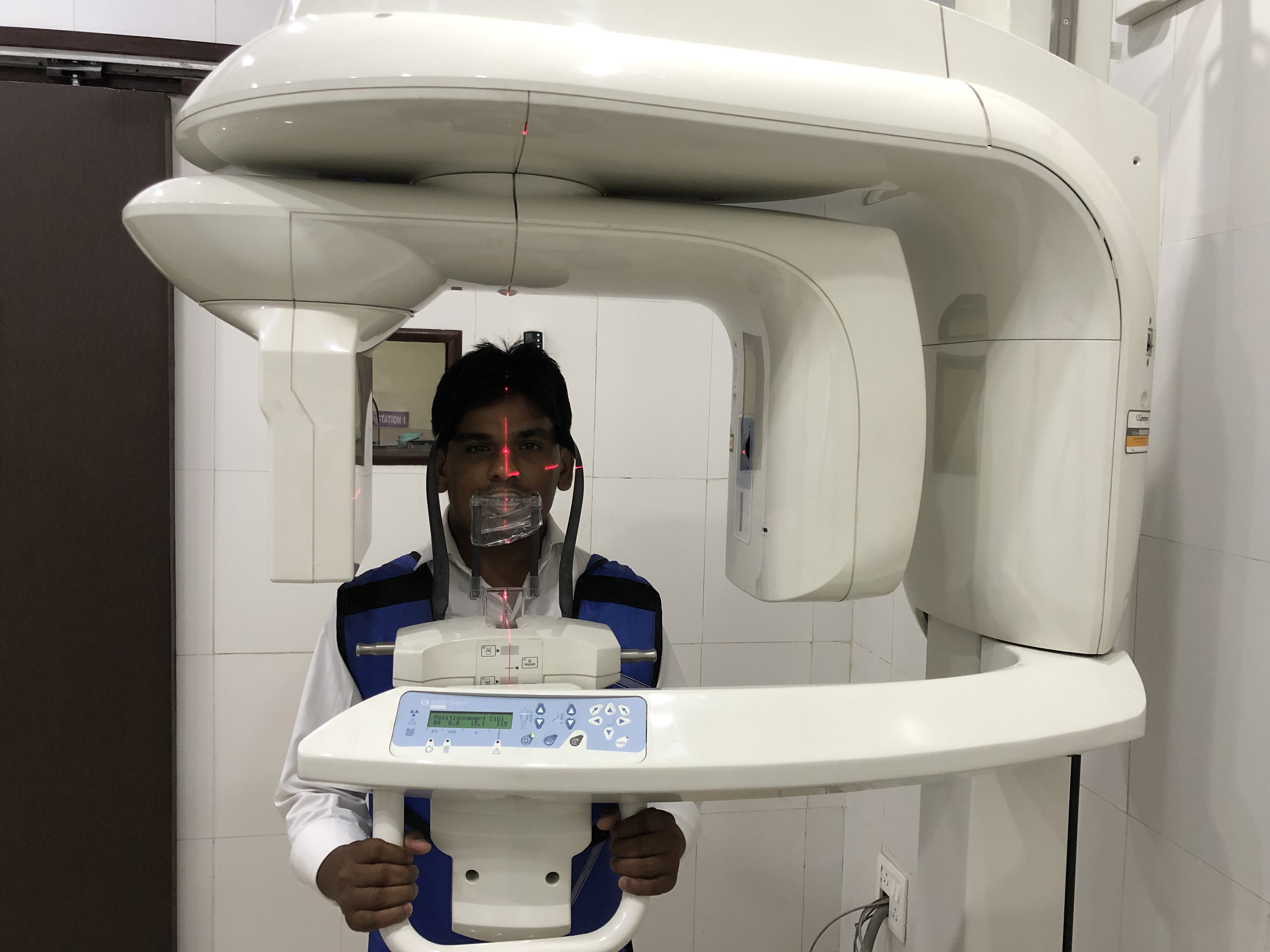
歯科用CBCT

医療の分野では歯科においてコーンビームCTの研究と臨床応用が盛んに進められている。歯科の中でも口腔外科、インプラント治療、歯内療法、歯科矯正は顎骨や歯列、歯髄の三次元的な把握に対する要求が大きく、それを受けて歯科放射線科ではコーンビームCTの研究が1980年代から盛んに行っている。2024年現在、コーンビームCTは病院だけではなく一般の歯科医院にも設置され、日常的な臨床で診断や治療に活用されている。
医科ではコーンビームCT は画像誘導放射線治療（Image guided radio therapy: IGRT）や画像下治療（Interventional radiology: IVR, IR）で用いられている。近年は耳鼻咽喉科、形成外科、美容外科、整形外科などの頭頚部や硬組織を扱う診療科でもコーンビームCTの活用が進んでいる。とくに、耳鼻咽喉科や形成外科など頭頚部を扱う診療科では歯科用コーンビームCTあるいはその派生型を用いることがある。
産業用途でも材料分析、非破壊検査にコーンビームCTが使用されている。対象物は小さいものは生体組織や有機材料、大きいものはエンジンなどの機械部品と幅広く、従って空間分解能や用いられるX線のエネルギー（超軟X線〜硬X線）は大きく異なっている。また、基板やシリコンウェハーのようなアスペクト比の大きい試料を解析するために斜めCTが開発されるなど、歯科用・医科用とは異なる発展を見せている。

## 歴史
ここでは研究と臨床応用が進んでいる歯科用コーンビームCTの歴史について説明する。

### CTの揺籃期と世界最初のコーンビームCT（1970年代）

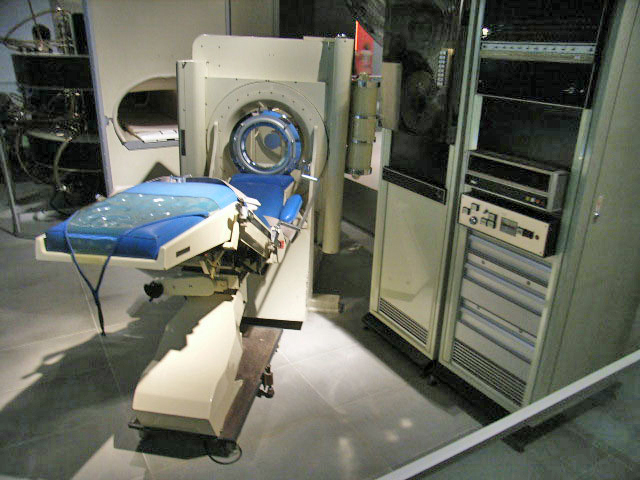
EMI-Scanner CT1010

Allan Cormackのトモグラフィック復元理論やWilliam Oldendorfの実験的なCT装置の研究をもとにEMI社（英国）でGodfrey HounsfieldとJames AmbroseらによってEMI-Scannerと呼ばれる世界最初のCTが開発されたのは1972年のことであった。
このEMI-Scannerは2列の1次元検出器を備えたマルチディテクター・ファンビームCTであり、スライス厚10mm、また1回のスキャンには4-5分程度かかるものであった。この全く新しい検査装置は1975年には日本にも初めて東京女子医科大学に導入されたが、この時点で全世界で200台あまりが稼働するようになっていた。
この間も不断の改善が進められており、例えば1976年に発売されたEMI-Scanner CT1010は初代同様の2列マルチディテクター・ファンビームCTであったが、スライス厚13mmを1分で撮るモードとスライス厚8mmを4分で撮るモードの2つが用意されていた。
これらファンビームCTの開発と並行し、1970年から1979年にかけてメイヨー・クリニック（米国）のSpecial Purpose Processor Development GroupではRichard Robb、Earl WoodらがDSR (Dynamic Spatial Reconstructor)と呼ばれる世界最初のコーンビームCTの開発を行っていた。この装置は心拍や呼吸といった激しい動きを伴う心臓や肺の評価を目的としており、1回のスキャンは0.06秒と極めて短いのが特徴であった。また得られたデータから厚さ1mmのスライスを240面も再構成することができた。今日の歯科用コーンビームCTの特徴とされている、小照射野での画像作成も可能であり、被曝線量や散乱線の低減にも注意が払われていた。
このDSRは心臓の撮像に成功、期待された性能を発揮するとともに大きな注目を集めたが、開発費7500万ドル（2023年時点の価値に換算。日本円で約100億円）、米国の大手造船所であるバス鉄工所に特注された巨大なガントリーに28対ものX線管と2次元検出器（イメージ・インテンシファイア：I.I.）を並べた極めて巨大な装置が商用機となることはなかった。

### 多機能パノラマ断層撮影装置の開発
ここでは歯科用コーンビームCT以外の方法を用いた歯科領域の三次元的描出の試みについて簡易に記述する。
歯科領域のX線撮影にはCharles Kells（米国）による口内法（1896年）、Walter Ott（スイス）とSidney Blackman（英国）によるPanography（1961年）などさまざまな方法が用いられてきたが、いずれの方法も上下の歯や顎骨を総覧的に1枚の画像におさめることは不可能である。

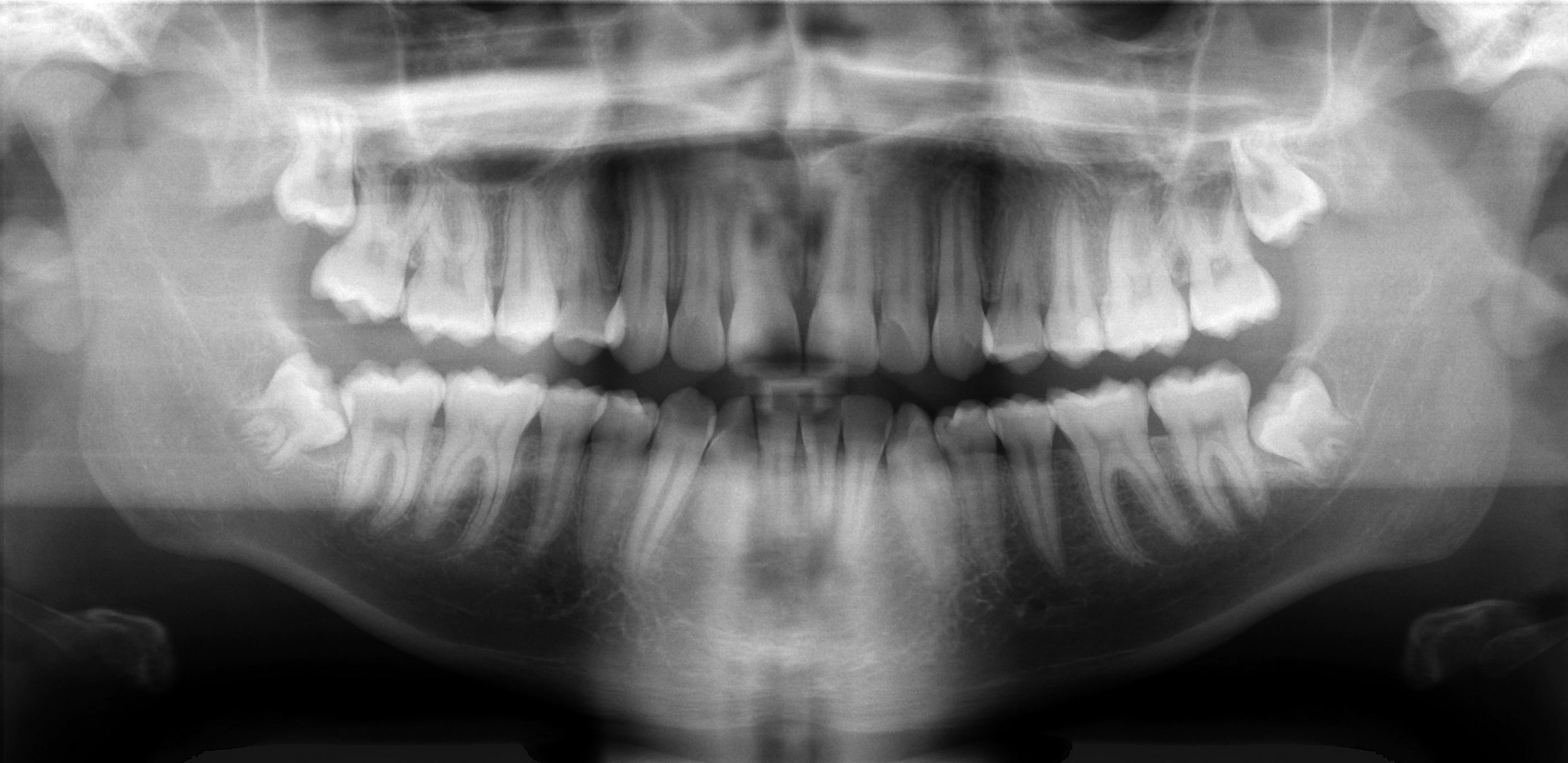
パノラマ断層撮影による写真。一枚の写真に上下歯列と顎骨が総覧的に描出されるが、頬舌的な形態は確認できない。

これを可能としたのがにYrjö Paatero（トゥルク大学・フィンランド）が開発したPantomography（1949年）であった。Pantomographyより始まるパノラマ断層撮影装置はその優位性から急速に普及し、日本では年間1000万件以上のパノラマX線撮影が行われている。
このように日常臨床で頻用されるパノラマ断層撮影装置であるが、顎骨の頬舌的形態を把握することは不可能であった。その目的には他の断層撮影装置を用いるほかなかったが、それらは歯科診療所で用いるには大型で高価な代物であった。
1983年に多截面型パノラマ断層装置のZonarc / OP-6（Palomex社・フィンランド）が開発された。Zonarcは截面や回転中心軸を自由に変更し、通常のパノラマ画像以外にも上顎洞、頚椎、内耳・中耳、視神経管など、さまざまな部位を目的とした画像を描出できた。顎骨の頬舌的形態は残念ながら描出できなかったが、パノラマ断層撮影装置に多機能を持たせた最初の機種であった。
多截面型パノラマ断層装置で顎骨の頬舌的形態を撮影できるようになったのは1988年にPaateroの後任教授であるErkki Tammisalo（トゥルク大学・フィンランド）が開発したSCANORA（Soredex社・フィンランド）が最初である。この装置はパノラマ断層撮影とスパイラル軌道による断層撮影を組み合わせており、X線管とフィルムが患者周囲を6回転して頬舌的断層像の撮影を行える装置であった。この装置は極めて多機能で、本体のコントローラにコード番号を打ち込むことで、あらかじめプログラミングされている642種類の撮影プログラムを呼び出すことができた。
その後、さらに多機能なCommCAT IS-2000（Imaging Science International社・米国）なども出現したが、これらの装置はいずれも断層撮影のためにスパイラル軌道、ハイポサイクロイダル軌道など複雑な軌道を複数採用しており、これを機械的に実現する都合から大型で高価な機種とならざるを得なかった。
日本では従来のパノラマX線装置とほぼ同じ大きさの多截面型パノラマ断層装置の開発が進められ、1994年に徳岡修（大阪大学）によりAZ3000（朝日レントゲン工業）が開発、Veraview Scope（モリタ）が次に続いた。
パノラマX線装置と断層撮影装置の融合が試みられる一方、Doss McDavid（テキサス大学サンアントニオ校・米国）は1992年にパノラマX線装置とファンビームCT装置の融合を試みた。
McDavidらは既存のパノラマ撮影装置のフィルム機構を取り去り、1次元検出器を後付けした。パノラマ撮影時は1次元検出器は垂直に、CT撮影時は水平に付け替えた。1スライスの撮影時間は15秒、画像の再構成にはApple Comuputerの最高級機Macintosh IIfxを用いて20分を要した。

### 歯科用コーンビームCTの開発（1980年代）
最初は医科分野での活用が主だったCTであるが、1980年代中頃から歯科・口腔外科分野でも急速に普及し始めた。とはいえ低い空間分解能、撮影時間の長さから歯の検査には不向きであり、顎顔面領域の腫瘍の評価などに用途は限られていた。
CTが苦手とする歯や周囲組織の3次元的描出に関する必要性から、豊福不可依（九州大学）は1986年にFluoroscopic Computed Tomography (FCT)と呼ばれる実験的ではあるが世界最初の歯科用コーンビームCTを開発した。この装置は撮影時間10秒、空間分解能0.16mm、被曝量は当時のCTの1/10以下に抑えられていた。FCTは顎骨の画像再構成に成功、歯髄腔や歯根の湾曲の描出を実現しており、コーンビームCTの原理とともに歯内療法のような一般的な歯科治療への応用の可能性を示すものであった。

### 歯科用コーンビームCTの市場投入（1996年〜2000年）
Pierluigi Mozzo（ヴェローナ大学・イタリア）は歯科用コーンビームCTとしては世界最初の商業機、NewTom DVT 9000（Quantitative Radiology社・イタリア）を1996年に発売した。
この装置の外観は医科用CTと同様であり、患者を仰臥位にして撮影する装置であったが、三次元画像構築や画質はパノラマ画像の再構築が可能であった。FOV (field of view)は高さ150mm、直径150mmと大きく、空間分解能0.3mm、スキャン時間は70秒であった。
現在一般的な歯科用コーンビームCTと同様の機能を備えた機種であったが、Mozzoらの論文が掲載されたEuropian Radiology誌は歯科からは注目されていなかったこと、小さなスタートアップ企業であったQuantitative Radiology社の販路の乏しさなどから全く注目されず、当初はイタリア国内で3台が売れたのみであった。
発売から3年後の1999年7月、パリで行われたCARS（Computer assisted radiology and surgery）第5回大会で大会最終日の講演を差し替えて「重要な技術革新」が緊急発表されると告知された。そして、翌日に行われたMozzoの講演で聴衆はすでに実用的な歯科用コーンビームCTが存在していることを知ることとなったのである。
Mozzoらの研究とは全く別個に、日本では豊福の発表以降コーンビームCTの研究が盛んになされていた。1997年に新井嘉則（日本大学）によりOrtho-CTが試作され臨床試験が開始された。2000年には3DX（モリタ）として厚生省から「歯科頭頸部用小照射野X線CT」として薬事承認がなされた。
MozzoのNewTom9000と異なる点として、3DXはFOVが高さ30mm、直径30mmと口内法撮影に準ずる小照射野というところにあった。したがって空間分解能は0.25mmより精密であり、スキャン時間も17秒とかなり早く、これらの特徴により被ばく線量の低減と高速処理とを可能にしていた。

### 回転軸移動型コーンビームCTの出現（1999年〜現在）
コーンビームCTでは回転軸が固定されているのに対し、パノラマの回転軸は撮影に従って歯列弓に沿った曲線を描くのが特徴である。
1999年に徳岡修（大阪大学）と朝日レントゲン工業はCTの回転軸は固定されているという概念を覆し、歯科用コーンビームCTの回転軸にパノラマと同様の運動を持たせた世界最初のパノラマコーンビームCT一体機、PSR9000 (Panoramic Spacial Reconstructor)を開発した。この装置は1999年に鶴見大学で稼働開始、2004年にはPSR9000Nとして薬事承認され市場に登場した。
FOVが一定のNewTom9000や3DXと異なり、PSR9000はFOVが可変であった。歯列弓全てを撮影するパノラマCTモード、歯列の一部を撮影するブロックCTモード、口内法に準じたFOVを持つデンタルCTモードを持ち、空間分解能は0.15-0.1mm、スキャン時間は30-1.7秒であった。
この性能から明らかなように、パノラマコーンビームCTは回転軸が固定されている歯科用コーンビームCTと比べると画質が大きく向上していた。同じFOVを撮影する場合は回転軸固定型の場合と比べて回転軸移動型の方がより小さい検出器で済むため経済性が高く、加えてFOVの形を唾液腺などの放射線感受性が高い領域への照射を避けたものにすることが可能となった。これらの利点から現在稼働している歯科用コーンビームCTはそのほとんどがパノラマ軌道またはそれに準じた回転軸移動機構を備えたコーンビームCTとなっている。

### イメージ・インテンシファイアからフラットパネルディテクターへ（2000年代〜現在）
DSR、FCT、NewTom DVT 9000、Ortho-CT、PSR9000といったコーンビームCTはその開発年代に関わらず全てイメージインテンシファイア（I.I.）を検出器として用いてきた。I.I.は視野が円形であり、補正をしない限りは周辺部で画像に歪みが生じる。
照射野を拡大しようとすると検出器も大きくする必要があるが、I.I.では大きく、重くなりすぎる。加えてI.I.は真空管であるため経年劣化や耐久性の問題を持ち、特有の問題として地磁気による画像の歪みを生じるため、設置場所の地磁気に合わせた補正が必要であった。
これらの解決としてのソリッドステート化は歯科用コーンビームCT開発の初期から検討されており、フラットパネルディテクター（FPD）の活用はこれらの解決策として検討されてきた。
1995年にはPaul van der Stelt（ACTA・オランダ）がFPDを用いたCT画像構築に成功しており、これがFPDを用いたCT画像再構成についての最初の発表と考えられる。
2000年代に入るとPredag Sukovic（ルイビル大学・米国）や馬場理香（日立製作所）によりFPDを用いた実用的なコーンビームCT装置の開発が報告された。

I.I.に対するFPDの優位性、また経済性の向上もあり、現在はFPDを用いたコーンビームCTが歯科用だけではなく医科用、産業用でも主流となっている。

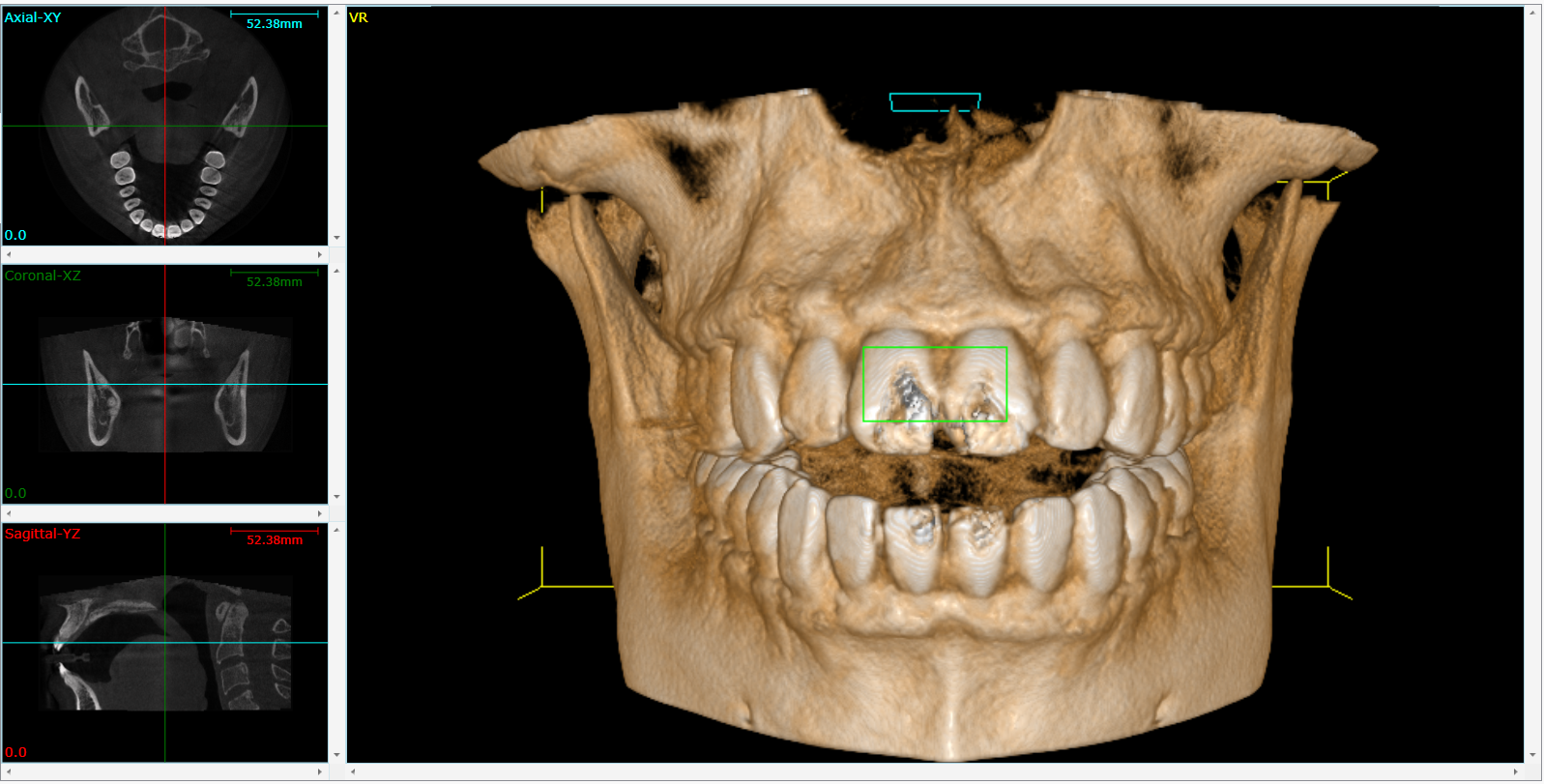
歯科用コーンビームCTの画像。左上段は軸位断、左中段は冠状断、左下段は矢状断、右は三次元構築された画像。

### 現在の歯科用コーンビームCT
歯科用コーンビームCTはI.I.を用いた回転軸固定型コーンビームCTからFPDを用いた回転軸移動型コーンビームCTへと進歩したが、今も改善が加えられ続けている。
通常のCTと異なり安価で省スペースであるため歯科診療所でも導入しやすく、さらにインプラント治療の流行は顎骨の三次元的携帯の把握の重要性を著しく増大させ、歯科用コーンビームCTの爆発的な普及を促した。耳鼻咽喉科や形成外科など頭頚部を扱う診療科の医師に用いられることも増加している。
歯科研究者や各メーカーは臨床上の要望に応じ、金属補綴物によるメタルアーチファクトの除去、原理的にはCT値を算出することは不可能であるが近似値を算出しようとする試み、骨粗鬆症のスクリーニングなどさまざまな研究開発を現在も盛んに行っている。

## 利用

### 歯科分野

下顎埋伏智歯と嚢胞/腫瘍（緑矢印）。下歯槽管（青）は嚢胞/腫瘍により下方に偏位している。

#### 口腔外科
抜歯、とくに智歯や過剰歯の抜歯の際、歯根の湾曲や歯槽骨との癒着、下歯槽管（下歯槽神経、下歯槽動脈）や上顎洞との位置関係は重要となる。
歯根の湾曲の方向や度合いによっては抜歯の方向が限定されるほか、下歯槽管損傷は下唇の触覚を損なう恐れがある。上顎洞と歯根が密着している場合、抜歯後に口腔上顎洞瘻を形成する恐れがある。これらのリスクを評価するためにCBCTはよく用いられる。
歯根嚢胞や残留嚢胞、静止性骨空洞といった顎骨内嚢胞/偽嚢胞、唾石の位置確認にも用いられる。とくに歯根端切除術を行う際には骨削除の方向や量を確認するために撮影されることがある。
上記のように硬組織を対象とした口腔外科手術はCBCTの得意とする分野であるが、軟組織疾患、例えば口唇の粘液嚢胞や舌癌のようなものに対してはCT値が適用できないため正確な描出が困難であり、用いられることはほとんどない。

#### インプラント治療
インプラント埋入手術は硬組織を対象とした手術であるため、CBCTは有効に活用できる。
上顎骨へのインプラント埋入では上顎洞までの距離が重要となるため、十分な骨の厚みがある位置への埋入、厚みがなければインプラント治療の中止、あるいはサイナスリフトやソケットリフトのような骨造成手術が行われる。
下顎骨へのインプラント埋入では骨の内部には前述の下歯槽管、骨の周囲には舌下動脈やオトガイ下動脈、舌神経などが走行、加えて舌下隙、顎下隙などの構造が存在している。これらの損傷による出血、味覚の喪失、隙への感染などといった偶発症を避けるには顎骨やその周囲の解剖学的構造の三次元的把握が問題となる。

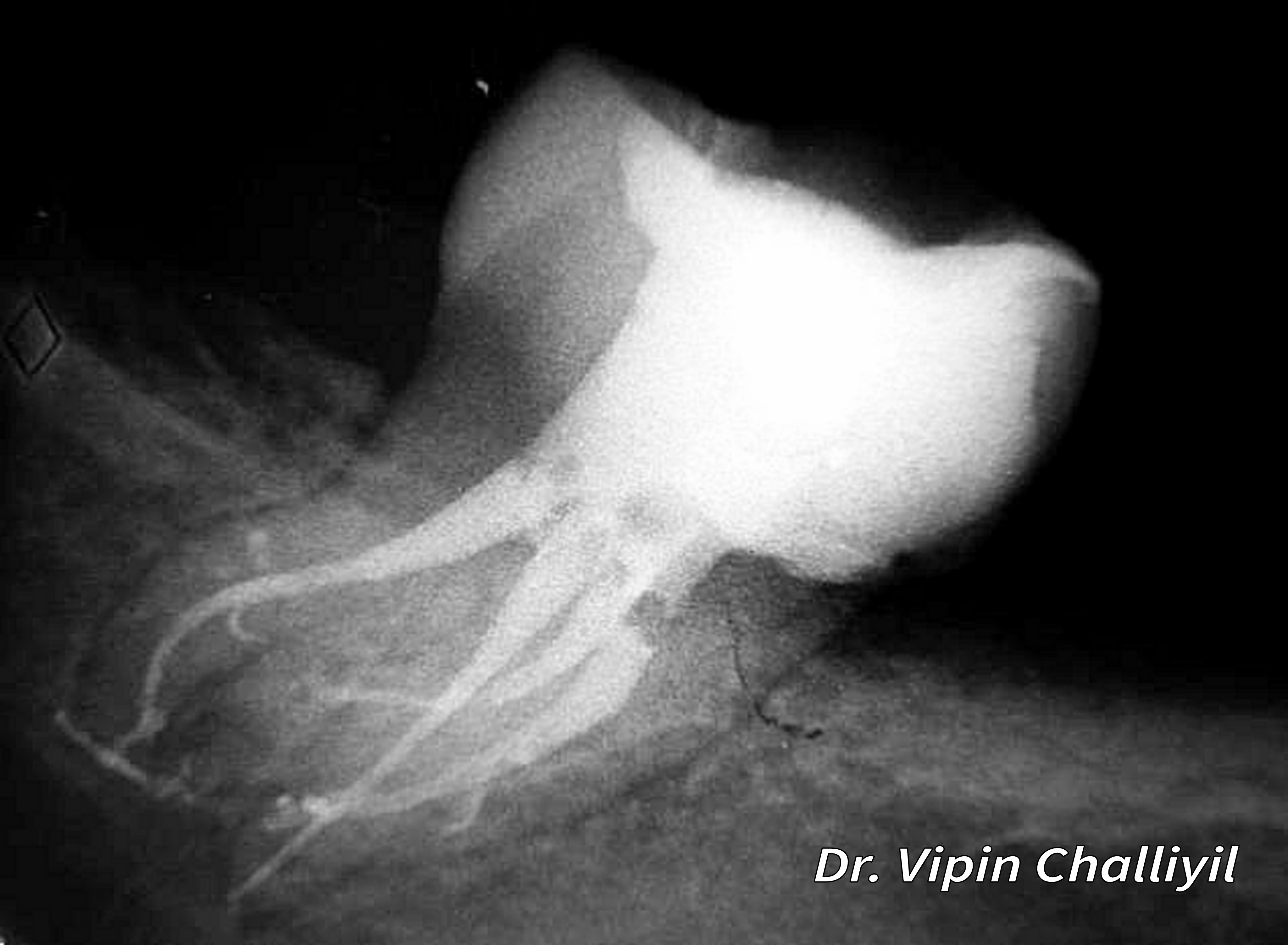
非常に複雑な根管形態を持つ大臼歯の一例。この写真は口内法によるものと思われる。

#### 歯内療法
根管治療は歯髄炎や根尖性歯周炎といった感染や炎症を起こした歯髄のための治療法で、一般の歯科医院でもよく行われる基本的な歯科治療である。対象となる根管は個人によって数に差があることも多く、形態も非常に複雑で、弯曲しているもの、内部で枝分かれ・合流しているもの、加齢による象牙質添加で狭窄・閉塞しているもの、樋状根と呼ばれる治療困難な形態のものなど様々である。
これらの形態はパノラマ断層撮影や口内法撮影では把握困難な場合も多いが、CBCT（とくに小照射野モード）では形態を把握可能となる。根管の形態によって治療方法や方針が決定されることも多い。

#### 歯科矯正
未萌出歯や埋伏歯の位置や大きさの確認、歯科矯正用アンカースクリューの埋入位置の決定、矯正しても移動しない歯、歯根吸収を起こした歯の診断などにCBCTが有効である。
セファログラム撮影の代わりに大照射野のCBCT撮影が実施されることもある。ただし、この場合は撮影条件によっては医科用CTと被曝量が近くなることがある。歯科矯正の患者は若年層の場合も多いため、ALARAの原則に則ってCBCT撮影の必要性を公領するべきである。

## ファンビームCTとの比較
ファンビーム方式のCTと比較して、以下のような利点・欠点がある。

### 利点
1. 空間分解能が高い（0.1mm以下であり、部分体積効果が生じにくい）。
2. 被曝線量が少ない（小照射野の場合）。
3. 金属アーチファクト（画像の乱れ）が少ない。
4. 設置面積が小さく軽量で安価。

### 欠点
1. CT値を適用できないため軟組織病変の評価が困難。
2. 撮影範囲が狭い。

## 主な歯科用CBCTメーカー（2024年時点）
アルファベット順に主要なメーカーを紹介する。
- Acteon（フランス）
- Apixia（米国）
- 朝日レントゲン工業

　・PSR9000：世界最初の回転軸移動型CBCT
- Carestream（旧コダック：米国）
- Dentsply Sirona（旧シーメンス：ドイツ）
- ジーシー
- 近畿レントゲン工業社
- LargeV：北京朗视仪器股份有限公司（中華人民共和国）
- モリタ

　・3DX：世界最初の商用小照射野CBCT
- NewTom（イタリア）

　・NewTom DVT 9000：世界最初の商用CBCT
- Owandy Radiology（フランス）
- PaloDEx（ダナハー傘下・旧Palomex, Soredex：フィンランド）
- Planmeca（ダナハー傘下・独KaVoを合併：フィンランド）
- Ray（韓国）
- アールエフ
- Shenzhen Anke：深圳安科高技術股彬有限公司（中華人民共和国）
- Vatech（韓国）
- ヨシダ